# Smrštitelná trubice

Napojení konektoru na kabel, chráněné smrštitelnou trubicí

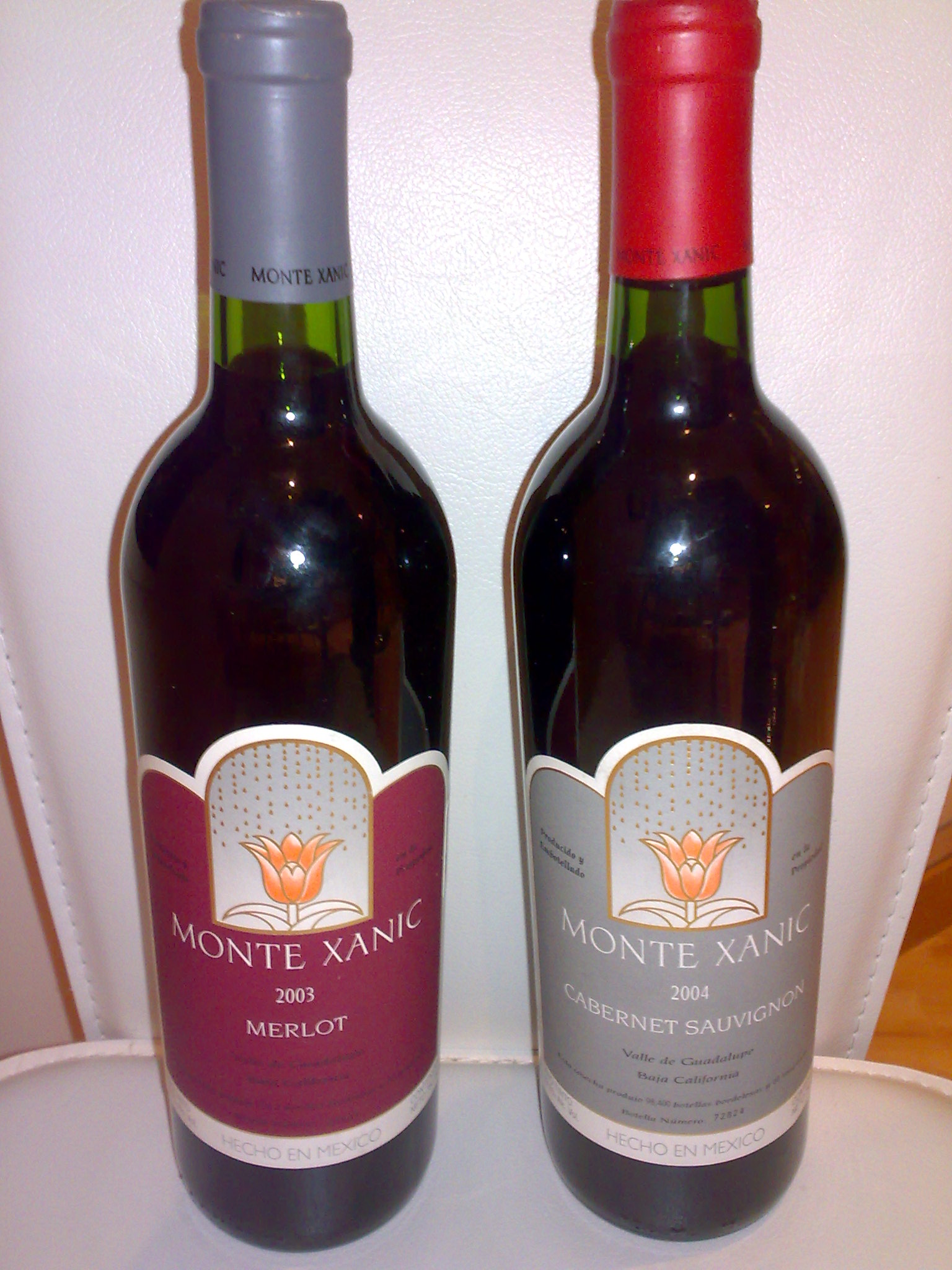
Láhev vína s hrdlem chráněným smrštitelnou trubicí

Smrštitelná trubice je plastová trubice, která se působením tepla (většinou ofukem horkým vzduchem) výrazně smrští a zmenší svůj průměr. Tím jsou předměty uvnitř trubice účinně elektricky izolovány od okolí a ochráněny před mechanickým poškozením.

## Oblast použití
- plynotěsné, vodotěsné a současně korozně odolné zapouzdření koncovek na kabelech, případně obnova poškozené izolace kabelu
- součást smršťovacích spojek kabelů. Jako izolace i mechanická ochrana
- balení kusového zboží
- návlečka na hrdle vinných lahví k ochraně korkové zátky
- upevnění kabelů na feritových jádrech
- mechanická ochrana a zpevnění akumulátorových bloků do akumulátorového ručního nářadí nebo nouzových svítidel. Jednotlivé články jsou nejdříve elektricky propojeny pájením nebo svářením, včetně připojení vývodů. Celý blok je následně zpevněn vložením do smrštitelné trubice.

## Vlastnosti
Smrštitelné trubice jsou dostupné v průměrech od 1 mm do 1000 mm. Alternativním provedením jsou smrštitelné čepičky, které jsou na jedné straně uzavřené. Rozsah smrštění, tedy největší změna rozměru při smrštění, je závislé na druhu použitého plastu. Poměr smrštění je od 2:1 do 6:1. Existují izolace pro konektory se smrštěním až 1:10. Pro lepší utěsnění nepravidelných tvarů jsou některé smrštitelné trubice na vnitřní straně pokryté tavným lepidlem. Výrobci trubic doporučují poměr 4:5 mezi průměrem izolovaného předmětu a smrštitelné trubice. Plasty použité pro výrobu jsou termoplasty. Po vyrobení trubice extruzí (vytlačováním) se musí použitý plast zesíťovat. Zesíťováním se řetězce molekul propojí navzájem. Extrudovaný materiál se zahorka roztáhne. Ochlazením zamrznou vazby v materiálu, roztažený průměr zůstane zachován a s ním i napětí na molekulární úrovni. Teprve zahřátím se může materiál smrštitelné trubice znovu orientovat.

## Příbuzné materiály
Smrštitelné fólie se používají ke skupinovému balení předmětů. Jsou smrštitelné přednostně jen v jediném směru.

## Příklady použitých plastů
- Polyolefin
- Polyvinylidenfluorid (PVDF)
- Polyvinylchlorid
- Polytetrafluorethylen